# Jan Fedder
Jan Fedder (Amburgo, 14 gennaio 1955 – Amburgo, 30 dicembre 2019) è stato un attore tedesco.

## Filmografia parziale

### Cinema
- U-Boot 96 (Das Boot), regia di Wolfgang Petersen (1981)
- Deadly Twins, regia di Joe Berger e Joe Oaks (1985)
- Der Experte, regia di Reinhard Schwabenitzky (1988)
- Superstau, regia di Manfred Stelzer (1991)
- U-900, regia di Sven Unterwaldt Jr. (2008)
- Soul Kitchen, regia di Fatih Akın (2009)

### Televisione
- Tatort - serie TV, 2 episodi (1982, 1987)
- Inseln unter dem Wind - serie TV, 13 episodi (1995-1998)
- Heimatgeschichten - serie TV, 5 episodi (1996-2000)
- Die Zürcher Verlobung - Drehbuch zur Liebe - film TV (2007)
- Il gatto con gli stivali (Der gestiefelte Kater) - film TV (2009)
- Neues aus Büttenwarder - serie TV, 91 episodi (1997-2020)
- 14º Distretto (Großstadtrevier) - serie TV, 414 episodi (1986-2020)